# Ian Ashbee
Ian Ashbee (né le 6 septembre 1976 à Birmingham) est un footballeur anglais jouant pour le club anglais de Preston North End, où il est actuellement capitaine.

## Carrière
Ashbee commence le football avec l'équipe de Derby County à l'âge de 18 ans, mais son contrat ne dure que deux années. Il est prêté au club islandais IR Knattspyrnudeild en 1996, et signe avec le club de Cambridge, Cambridge United plus tard cette année-là. En 2002, il signe dans son club actuel, Hull City. Avec ce club, il passe de la 4e division à la première, le Premiership. 
Le 31 janvier 2011, âgé de 34 ans, il signe un contrat de 18 mois avec le club de Preston North End qui évolue en deuxième division.

## Palmarès
- 1999, 2004 : D4
- 2002 : Football League Trophy
- 2005 : D3 vice-champion
- 2008 : D2 vainqueur des play-off